# Ottawa-Sud
Ne doit pas être confondu avec Ottawa-Sud (circonscription provinciale) ou Vieil Ottawa-Sud.
Pour les articles homonymes, voir Ottawa (homonymie).
Circonscription électorale fédérale du Canada
Ottawa-Sud est une circonscription électorale fédérale en Ontario (Canada).

## Circonscription fédérale
La circonscription comprend un district d'Ottawa au sud de la rivière Rideau.
Les circonscriptions limitrophes sont Ottawa-Ouest—Nepean, Ottawa-Centre, Ottawa—Vanier, Ottawa—Orléans et Nepean—Carleton.
Elle possède une population de 121 921 dont 85 579 électeurs sur une superficie de 73,26 km² . 
L'actuel député fédéral est le libéral David McGuinty.

### Députés
La circonscription d'Ottawa-Sud a été créée en 1987 à partir des circonscriptions d'Ottawa—Carleton, Ottawa-Centre et Ottawa—Vanier.
| Législature                                                          | Années       | Député         | Député      | Parti   |
| -------------------------------------------------------------------- | ------------ | -------------- | ----------- | ------- |
| Ottawa-Sud issue de Ottawa—Carleton, Ottawa-Centre, et Ottawa—Vanier |              |                |             |         |
| 34e                                                                  | 1988–1993    |                | John Manley | Libéral |
| 35e                                                                  | 1993–1997    |                | John Manley | Libéral |
| 36e                                                                  | 1997–2000    |                | John Manley | Libéral |
| 37e                                                                  | 2000–2004    |                | John Manley | Libéral |
| 38e                                                                  | 2004–2006    | David McGuinty |             | Libéral |
| 39e                                                                  | 2006–2008    | David McGuinty |             | Libéral |
| 40e                                                                  | 2008–2011    | David McGuinty |             | Libéral |
| 41e                                                                  | 2011–2015    | David McGuinty |             | Libéral |
| 42e                                                                  | 2015–2019    | David McGuinty |             | Libéral |
| 43e                                                                  | 2019–2021    | David McGuinty |             | Libéral |
| 44e                                                                  | 2021–Présent | David McGuinty |             | Libéral |

### Résultats électoraux
|       | Candidat           | Parti                       | # de voix | % des voix |
|       | Dev Balkissoon     | Conservateur                | +15 711,  | 24,3 %     |
|       | (X) David McGuinty | Libéral                     | +38 831,  | 60,06 %    |
|       | George Brown       | NPD                         | +07 480,  | 11,57 %    |
|       | John Redins        | Vert                        | +01 888,  | 2,92 %     |
|       | Larry Wasslen      | Communiste                  | +00136,   | 0,21 %     |
|       | Damien Wilson      | Parti libertarien           | +00237,   | 0,37 %     |
|       | Al Gullon          | Parti progressiste canadien | +00366,   | 0,57 %     |
| Total | Total              | Total                       | 64 649    | 100 %      |

|       | Candidat           | Parti        | # de voix | % des voix |
|       | Elie Salibi        | Conservateur | +19 634,  | 33,28 %    |
|       | (x) David McGuinty | Libéral      | +25 963,  | 44,01 %    |
|       | James McLaren      | NPD          | +10 712,  | 18,16 %    |
|       | Mick Kitor         | Vert         | +01 787,  | 3,03 %     |
|       | Al Gullon          | Progressiste | +00513,   | 0,87 %     |
|       | Mike Bleskie       | Indépendant  | +00382,   | 0,65 %     |
| Total | Total              | Total        | 58 991    | 100 %      |

|       | Candidat           | Parti        | # de voix | % des voix |
|       | Elie Salibi        | Conservateur | +19 418,  | 33,44 %    |
|       | (x) David McGuinty | Libéral      | +28 934,  | 49,83 %    |
|       | Hijal De Sarkar    | NPD          | +04 920,  | 8,47 %     |
|       | Qais Ghanem        | Vert         | +03 924,  | 6,76 %     |
|       | Jean-Serge Brisson | Libertarien  | +00244,   | 0,42 %     |
|       | Al Gullon          | Progressiste | +00620,   | 1,07 %     |
| Total | Total              | Total        | 58 060    | 100 %      |